# غلوستر سباروهاوك
غلوستر سباروهاوك  (بالإنجليزية: Gloster Sparrowhawk)‏ هي طائرة مقاتلة من صناعة غلوستر. كانت تستخدم بشكل أساسي من قبل البحرية الإمبراطورية اليابانية. كان أول طيران لها في 1921. دخلت الخدمة في 1921، انتهت خدمتها في 1928. صنع منها 91 طائرة.